# Nørager (Buerup Sogn)
 For alternative betydninger, se Nørager. (Se også artikler, som begynder med Nørager)
Nørager er en gammel herregård i Buerup Sogn i Kalundborg Kommune, 2½ km øst for Tissø.
Landsbyen Nørager var fra begyndelsen krongods og nævnes første gang i 1429, hvor kong Erik af Pommeren afhænder landsbyen Nørager og gården af samme navn. Den kom sammen med den nærliggende Vedbygård i adelsmanden Jørgen Ruds eje. Adelslægten Ruderne havde herefter de to gårde i fælleseje indtil 1631.
I 1722 blev seks gårde samt tre huse og Frendegård lagt under hovedgårdens drift. Hermed var hele landsbyen Nørager forsvundet og omdannet til et gods.
Nørager erhvervede endvidere i 1758 et stort antal bøndergårde, som ydede hoveri på godset.
- 3 i Løgtved
- 16 i Solbjerg
- 4 i Dalby
- 2 i Kirke Helsinge

Forfatteren H.C. Andersen besøgte Nørager i årene 1829, 1832 og 1836.
I 1837 blev Nørager købt af ejeren af Ågård, grev Carl Emil Moltke, der også erhvervede Conradineslyst. Han solgte Ågård i 1865, men Nørager og Conradineslyst var i slægtens eje i de følgende hundrede år.
En stor park, der blev omlagt i 1939, indrammer gården mod nord og øst. Stengærder omgiver park, skove og agre og løber langs godsets veje.
I 2000 overtog Peter Kjær fra Aunsøgård forpagtningen med købsret til Nørager Gods.
Der har været rekreationshjem og plejehjem (Anne Marie Hjemmet) samt herregårdspension på Nørager.
Hovedbygningen fra omkring 1800 blev nedrevet, og den nuværende hovedbygning opført ved Henning Wolff i italiensk renæssance – villastil.
Godset består af 793 hektar.

## Ejere af Nørager
- (før 1428) Kronen
- (1429) Jørgen Rud
- (1429-1461) Mikkel Rud
- (1461-1505) Jørgen Rud
- (1505-1511) Otto Rud
- (1511-1554) Knud Rud
- (1554-1571) Jørgen Rud
- (1571-1620) Knud Rud
- (1620-1630) Lene Knudsdatter Rud gift Grubbe
- (1630-1654) Mette Grubbe gift Ulfeldt / Margrethe Grubbe gift (1) Bech (2) Hohendorff
- (1654-1674) Steen Hohendorff
- (1674-1694) Karsten Hansen Atke
- (1694-1699) Christian Paludan
- (1699-1715) K. Bartholin
- (1715-1730) L. Bornemann
- (1730-1743) John Lehn
- (1743-1748) Peter West
- (1748-1766) O. Borthuus
- (1766-1785) Claus Plum
- (1785) Peder Iversen Quistgaard
- (1785-1790) Iver Pedersen Quistgaard – Jens Korsgaard
- (1790-1799) Agnete Clausdatter Plum gift (1) Quistgaard (2) Korsgaard
- (1799-1804) Joachim von Barner Paasche
- (1804-1806) Adam Frederik greve Trampe
- (1806) Peder Jensen Giersing
- (1806-1823) Niels Pedersen Giersing
- (1823-1837) Claus Christian Bang
- (1837-1858) Carl Emil greve Moltke
- (1858-1896) Adam Georg Ernst Henrik greve Moltke
- (1896-1908) Bertha Marie Louise grevinde Moltke
- (1908-1937) Otto greve Moltke
- (1937-1939) Dødsboet efter Otto Moltke
- (1939-1953) Frode Hansen
- (1953-1980) Gorm Hansen
- (1980-2000) Lizzie Gorm Hansen
- (2000-2021) Peter Kjær
- (2021-xxxx) Anne Mette og Thomas Voss

## Udbygninger
- ca. 1429 – Bindingsværksbygninger
- ca. 1800 – Hovedbygningen opført
- 1868-1873 – Hovedbygningen nedrevet og erstattet med den nuværende 2-etagers hovedbygning
- 1914 – Avlsgården

Nuværende adresse: Nøragervej 23, 4291 Ruds Vedby